# Onosma latifolium
Onosma latifolium är en strävbladig växtart som beskrevs av Pierre Edmond Boissier och Hausskn. Onosma latifolium ingår i släktet Onosma och familjen strävbladiga växter. Inga underarter finns listade i Catalogue of Life.